# Armance
Armance é um livro, do gênero romance, escrito por Stendhal em 1827.
Considerado pela crítica um livro estranho e desconcertante, em que o autor revela uma força dramatica quase cruel, é o primeiro dos grandes romances de Stendhal.